# Sextus Caesius Propertianus
Sextus Caesius Propertianus (vollständige Namensform Sextus Caesius Sexti filius Propertianus) war ein im 1. Jahrhundert n. Chr. lebender Angehöriger des römischen Ritterstandes (Eques). Durch eine Inschrift sind einzelne Stationen seiner Laufbahn bekannt. Seine Laufbahn ist in der Inschrift als cursus inversus, d. h. in absteigender Reihenfolge wiedergegeben.
Die militärische Laufbahn des Optatus bestand aus zwei Posten. Er übernahm zunächst als Präfekt die Leitung der Cohors III Hispanorum, die auf dem Gebiet der späteren Provinz Germania superior stationiert war. Danach wurde er Tribun in der Legio IIII Macedonica, die in Mogontiacum (Mainz) stationiert war. Er erhielt für seine Leistungen zwei militärische Auszeichnungen: eine Hasta pura sowie eine Corona aurea.
Danach wurde Propertianus die Verwaltung des kaiserlichen Vermögens, der Erbschaftsangelegenheiten sowie die Führung der Kanzlei für Bittschriften (A libellis) übertragen (procurator Imperatoris a patrimonio et hereditatium et a libellis). Laut Hans-Georg Pflaum spielte Propertianus wahrscheinlich eine wichtige Rolle bei den Ereignissen Anfang Januar 69, als sich die Legio IIII Macedonica auf die Seite von Vitellius stellte. Seine militärischen Auszeichnungen sowie die Ernennung zum procurator Imperatoris dürften daher eine Belohnung durch Vitellius darstellen.